# Prix Caroline-Wilby
Le Caroline I. Wilby Prize est fondé en 1897 en mémoire de Caroline I. Wilby, par ses amis et ses anciens étudiants. Il récompense le meilleur mémoire, tous départements confondus, du Radcliffe College à Cambridge dans le Massachusetts. Le prix n'est remis que si un mémoire ou une thèse en est jugé suffisamment digne.
Le prix fut décerné pour la première fois en 1899 à Kate Oelzner Petersen, pour sa thèse On the Sources of the Nonne Prestes Tale. 
Parmi les lauréats, on peut citer :
- la médiévaliste Lucy Allen Paton (1865-1951), pour sa thèse Morgain, la fée, a study in the fairy mythology of the middle ages[3],
- l'historienne Grace Lee Nute (1895-1990) pour sa thèse American foreign commerce (1825-1850)[4],
- la biologiste Matilda Moldenhauer Brooks (1888–1981) pour sa thèse Quantitative studies on the respiration of Bacillus subtilis (Ehrenberg) Cohn[5],
- la physiologiste Marian Irwin Osterhout (1888-1973) pour sa thèse Effect of Electrolytes and Non-electrolytes on Organisms in Relation to Sensory Stimulation and Respiration[6] ou encore
- l'astronome Dorrit Hoffleit (1907-2007), pour sa thèse On the Spectroscopic Determination of Absolute Magnitudes…[7],[1].